# Пари, Мати
Мати Пари (эст. Mati Pari; 4 сентября 1974, Вильянди) — эстонский футболист, центральный полузащитник и защитник. Выступал за национальную сборную Эстонии.

## Биография

### Клубная карьера
Воспитанник ДЮСШ города Вильянди, тренер — Лео Ира. В 1991 году дебютировал в составе местной команды в первенстве Эстонской ССР, а в 1992 году — в высшей лиге независимого чемпионата Эстонии.
В ходе сезона 1992/93 перешёл в систему таллинской «Флоры». В составе основной команды «Флоры» выходил на поле в сезонах 1992—1997 и 2000, в остальное время играл на правах аренды за клубы высшей и первой лиги. Неоднократно становился чемпионом и призёром чемпионата Эстонии.
В 2002—2004 годах выступал за таллинскую «Левадию» (до 2004 года основная команда этого клуба представляла Маарду), в её составе в 2004 году стал чемпионом и обладателем Кубка. Затем играл за любительские команды в низших дивизионах.
Работал в тренерских штабах клубов «Спорт» (Таллин) и «Флора» (Раквере), возглавлял любительский клуб «Эстон Вилла». С 2010 года работал в системе «Левадии», в том числе в 2011 году был главным тренером дубля, затем до 2016 года — детским тренером. С 2016 года возглавляет любительский клуб «Табасалу».

### Карьера в сборной
Сыграл 6 матчей за молодёжную сборную Эстонии.
В национальной сборной Эстонии дебютировал 9 марта 1994 года в матче против сборной Кипра. Последний матч за сборную провёл 22 июня 1997 года против Андорры и в нём же забил свой единственный гол в составе сборной. Всего за национальную команду сыграл 22 матча и забил 1 гол.

## Достижения
- Чемпион Эстонии (3): 1993/94, 1994/95, 2004
- Обладатель Кубка Эстонии (2): 1995, 2004